# Ющенко, Константин Андреевич
Константин Андреевич Ющенко (8 декабря 1935 — 8 марта 2023) — советский и украинский учёный в области металлургии и технологии сварки высоколегированных сталей и сплавов, доктор технических наук (1982), профессор (1987), дважды лауреат Государственной премии Украинской ССР в области науки и техники (1980, 1985), академик НАНУ (2003).

## Биография
Родился 8 декабря 1935 года в Кременчуге Харьковской (ныне Полтавской) области Украинской ССР в семье машиниста и бухгалтера.
Окончил Киевский политехнический институт (1958).
Работал в Институте электросварки имени Е. О. Патона, с 1980 года — зав. отделом сварки высоколегированных материалов, с 1983 года зам. директора по научной работе.
В 1965 году защитил кандидатскую диссертацию:
- Некоторые особенности сварки коррозионностойких ферритно-аустенитных сталей : диссертация … кандидата технических наук : 05.00.00. — Киев, 1965. — 197 с. : ил.

В 1982 году защитил докторскую диссертацию. В 1987 году присвоено звание профессора.
Автор научных работ в области металлургии и технологии сварки высоколегированных сталей и сплавов.
Дважды лауреат Государственной премии Украинской ССР в области науки и техники (1980, 1985) за создание новых сталей и сплавов и процессов их обработки.
Член-корреспондент АН Украинской ССР (1990). Академик НАНУ (2003). Заслуженный деятель науки и техники Украины (2001). Награждён Почётной грамотой Верховного Совета УССР, орденом Дружбы народов, медалями.
Умер в Киеве 8 марта 2023 года.
Жена — Ирнольда Викторовна (1931) — инженер. Сын Сергей (1957) — учёный НАНУ.

## Сочинения
- Электродуговая сварка сталей [Текст] : Справочник / Н. И. Каховский, В. Г. Фартушный, К. А. Ющенко. — Киев : Наук. думка, 1975. — 480 с. : ил.; 21 см.
- Исследование процесса автоматической газоэлектрической сварки нержавеющей стали применительно к изготовлению крупногабаритных изделий на монтаже [Текст]. — Киев : ИЭС, 1979. — 41 с. : ил.; 20 см. — (Препринт / АН УССР, Ин-т электросварки им. Е. О. Патона; ИЭС-79-1).
- Состояние и меры повышения технического уровня заготовительных работ при производстве сварных конструкций / К. А. Ющенко, Г. А. Иващенко. — Киев : ИЭС им. Е. О. Патона, 1988. — 24, [2] с. : ил., табл.; 20 см. — (Препринт / Академия наук Украинской ССР, Институт электросварки им. Е. О. Патона; ИЭС-88-2).
- Образование горячих трещин в швах при сварке инвара / Ющенко К. А., Старущенко Т. М., Савченко В. С.; АН СССР, Нац. ком. СССР по сварке. — Киев : Б. и., 1989. — 13,[1] с. : ил.; 20 см.
- Стали и сплавы криогенной техники [Текст] : [Материалы симпоз., Батуми, 20-22 нояб. 1975 г. : Сборник / Отв. ред. К. А. Ющенко] ; АН УССР, Ин-т электросварки им. Е. О. Патона. — Киев : Наук. думка, 1977. — 247 с. : ил.; 20 см.
- Криогенные материалы и их сварка : Докл. междунар. конф. [24-26 июля 1984 г.] / Междунар. конф. по криоген. материалам; [редкол.: К. А. Ющенко, Д. А. Вигли (отв. редакторы) и др.]. — Киев : Наук. думка, 1986. — 269 с., [8] л. ил. : ил.; 27 см.